# スフェンとマジック
スフェンとマジック（英:Sphen, Magic）は、シドニー水族館で飼育されていたジェンツーペンギンのオス同士のつがいである。2018年に出会ってからこの2羽は2羽のひなを育てた。また、このつがいはオーストラリアのゲイの権利運動の象徴となった。スフェンは2024年に11歳で亡くなった。
スフェンはスフェーンとも表記される。

## 経歴
スフェンはシーワールドで生まれ、マジックはその3年後にメルボルン水族館で生まれた。2羽は2018年にシドニー水族館で初めて出会い、ペンギンの群れの一員になった。2羽は互いにお辞儀をしたり、小石を持ってきて受け取ったり、歌ったりして求愛した。交尾期には2羽が巣を作っていた。
同水族館の飼育員は2羽にひなを育てさせることを決め、上層部もそれを認めた。まず2羽にダミーの卵を与えると、2羽はうまく世話をした。それを受けて、雌雄のつがいが自分たちの卵を放置したとき、スフェンとマジックにその卵を与えた。同年の10月に卵は孵った。重さは91グラム（3.2オンス）で、その群れ全体で唯一孵化した卵となった。ひなはスフェンジック（もしくはスフェーンジック、英:Baby Sphengic）と名付けられ、2019年の1月にはメスであることが明かされるとともにララ（英:Lara）と改めて命名された。
2019年11月、2羽目のひなの世話をスフェンとマジックがしていることが発表された。別の雌雄のつがいが2つの卵を同時に孵すのを苦労しているのを同水族館のスタッフが見つけたためである。このひなはクランシー（英:Clancy）と名付けられた。
2024年8月22日、スフェンが11歳で亡くなったことが公表された。亡くなったスフェンをマジックのもとに持っていくとマジックは歌いだし、群れのペンギンたちもそれに応じた。

## 反響
スフェンとマジックが出会った前年である2017年、オーストラリアにおいて同性結婚が合法化された。2羽はこれの大きなシンボルとなり、「パワー・カップル」と呼ばれていた。シドニー水族館は歌ったり小石の巣を作る様子などの2羽の様子を映したビデオを公開していた。これに対する反応は様々で、2羽に「ゲイ」という言葉を使うべきではなく「ただの友達」である、「不自然」な関係であると論じるコメントもあった。保守的な人々からは2羽のペンギンが政治利用されているという主張もあった。 
2羽はゲイ・アンド・レズビアン・マルディ・グラパレードのフロートに着想を与え、Netflixのコメディドラマ『ユニークライフ』にも登場した。またオーストラリアの教育カリキュラムでも言及された。同水族館の館長リチャード・ディリーは2羽のペンギンの名声のおかげで、生物保護、プラスチック汚染、地球温暖化、募金活動を通じた野生のペンギンの保護についてのメッセージを共有することができたと述べた。